# North Yorkshire
North Yorkshire és un comtat del nord d'Anglaterra. Limita amb els comtats de Riding Est de Yorkshire, Yorkshire Sud, Yorkshire Oest, Lancashire, Cúmbria i Durham. És el comtat més gran d'Anglaterra i es va formar amb la partició de l'històric comtat de Yorkshire, els límits actuals daten del 1974. És també un territori costaner, a la vora de la mar del Nord. Al voltant del 40% del territori està catalogat com a parc natural nacional. La ciutat més poblada és York, en segon lloc Middlesbrough, però la capital administrativa és Northallerton, una ciutat de mida mitjana.
Com a comtat cerimonial inclou el territori considerat comtat no metropolità, que està subdividit en set districtes, més tres territoris administrativament independents del tipus autoritat unitària: York, Middlesbrough i Redcar amb Cleveland.

## Geografia

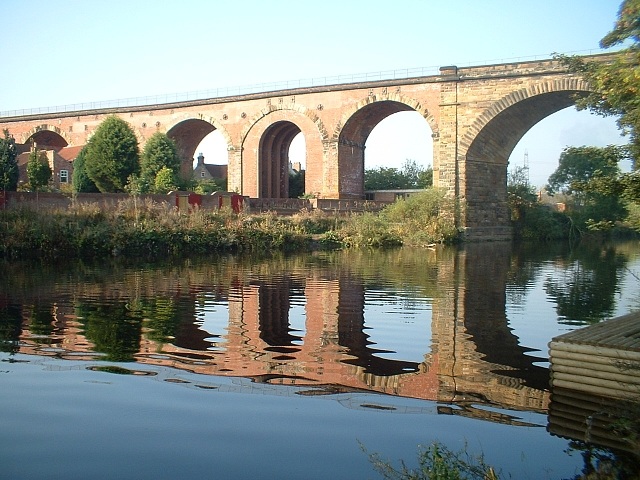
viaducte sobre el riu Tees, a la població de Yarm.

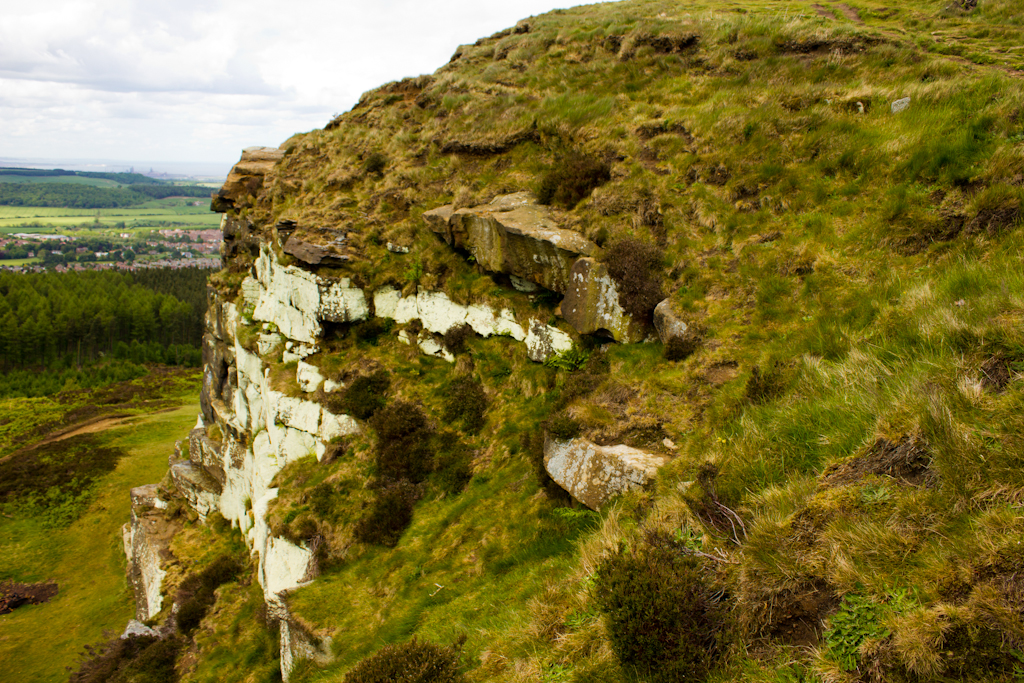
Highcliffe Nab a prop de Guisborough.

Dins el comtat estan dues de les onze àrees que, situades dins d'Anglaterra o Gal·les, tenen la designació oficial de parc natural: els erms anomenats North York Moors, i la major part dels Yorkshire Dales, que són un conjunt de valls i pujols. Entre els North York Moors a l'est i els Penins a l'oest estan les valls de Mowbray i York. Les terres baixes del riu Tees estan al nord del comtat i la vall de Pickering, creuada pel riu Derwent, al sud. A l'extrem oriental està la costa, que dona a la mar del Nord. El punt més elevat de la geografia de North Yorkshire és Whernside, uns muntanya de 736 m situada en la frontera amb Cúmbria. Els dos rius més importants del comtat són el Swale i l'Ure. El Swale i l'Ure formen el riu Ouse que passa per la ciutat de York i per l'estuari de l'Humber. El riu Tees forma part de la frontera entre North Yorkshire i el comtat de Durham, des de Teesdale fins a Middlesbrough i Stockton, on desemboca en el litoral.

## Història
A diferència de la majoria de comtats anglesos que antigament estaven organitzats en hundreds, el de Yorkshire estava dividit en tres ridings i aquests en wapentakes. La separació judicial dels ridings es va establir després de la restauració monàrquica, quan es van crear tres quarter sessions, un per a cada riding.
El comtat de North Yorkshire es va crear l'1 d'abril del 1974 en compliment de la llei de governs locals del 1972, amb les terres de la històrica província del Riding Nord de Yorkshire, més la meitat nord del Riding Oest de Yorkshire i l'extrem limítrof nord i est del Riding Est de Yorkshire amb la ciutat de York.
La ciutat de York va esdevenir una autoritat unitària, administrativament independent dins el comtat de North Yorkshire, l'1 d'abril del 1996, i al mateix temps Middlesbrough, Redcar i Cleveland i les àrees de Stockton-on-Tees al sud del riu, que havien estat territori de Cleveland des del 1974, van passar a ser part de North Yorkshire en qüestions de tipus cerimonial.
North Yorkshire és un comtat no metropolità que està gestionat per un consell que funciona a l'estil gabinet. Aquest consell està format per 72 membres electes, els quals escullen un president que nomena 9 conssellers més per formar un gabinet executiu. El gabinet és el responsable de prendre decisions en relació al comtat. Les oficines del Consell del Comtat de North Yorkshire estan a Northallerton.

## Districtes
L'àrea administrada pel consell del comtat està dividida en 7 districtes: Craven, Hambleton, Harrogate, Richmondshire, Ryedale, Scarborough i Selby.
El Departament de Communitats i Governs Locals va considerar la possibilitat de reorganitzar l'estructura administrativa del Consell del Comtat de North Yorkshire amb l'abolició dels set consells de districte i substituir-los per una autoritat unitària. Es va planejar de fer els canvis abans de l'1 d'abril del 2009, però la proposta va ser rebutjada el 25 de juliol del 2007.
El municipi més extens dins del comtat administratiu és Harrogate, el segon és Scarborough, mentre que dins del comtat cerimonial el més extens és York. L'àrea urbana més gran dins del comtat cerimonial és Teesside, un barri de Middlesbrough.
Hi ha tres zones que són autoritats unitàries: York, Middlesbrough i Redcar amb Cleveland, que formen part del comtat cerimonial, estan representades pel mateix Lord Lieutenant, però no estan sota la gestió del Consell del Comtat de North Yorkshire. Hi ha el cas especial del municipi de Stockton-on-Tees, que per aquestes qüestions depèn del comtat de Durham. Middlesbrough, Stockton-on-Tees, i Redcar amb Cleveland formen part de la regió administrativa Nord Est d'Anglaterra.

## Poblacions

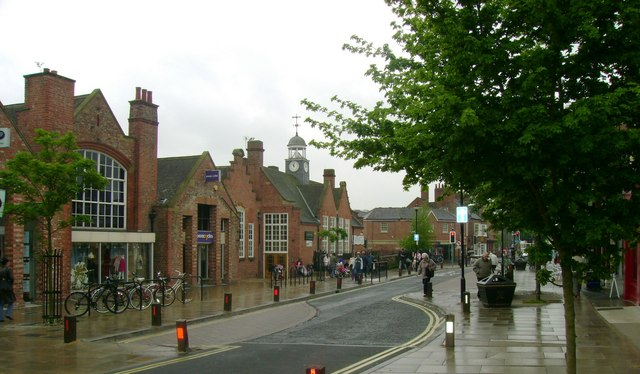
Acomb

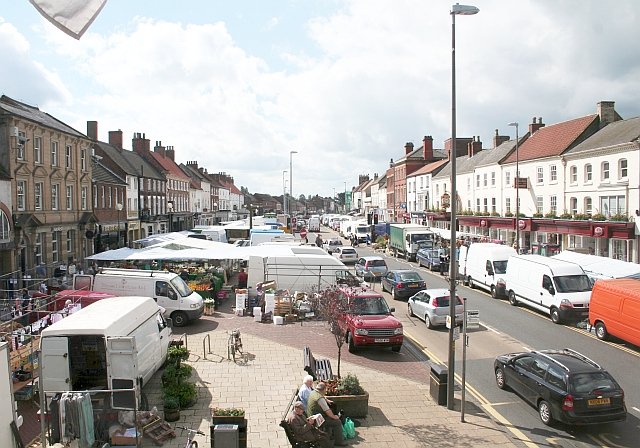
Northallerton

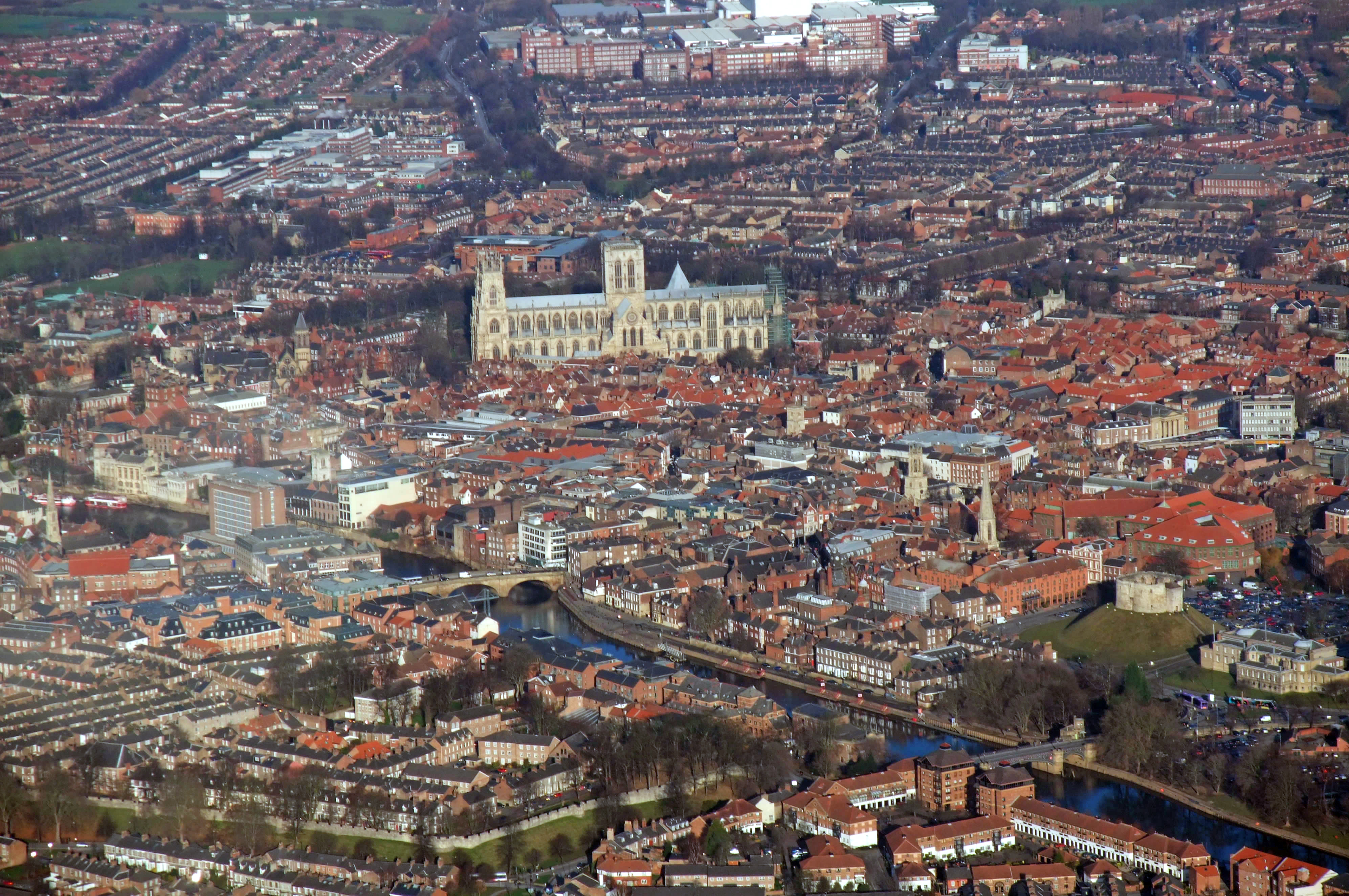
York

La següent llista mostra les poblacions amb més habitants segons el cens del 2011:
- York (153.717 hab)
- Middlesbrough (138.400 hab)
- Harrogate (73.576 hab)
- Scarborough (61.749 hab)
- Redcar (37.073 hab)
- Thornaby-on-Tees (24.741 hab)
- Acomb (22.215 hab)
- Ingleby Barwick (20.378 hab)
- Yarm (19.184 hab)
- Selby (17.511 hab)
- Guisborough (16,979 hab)
- Northallerton (16.832 hab)
- Ripon (16.363 hab)
- Knaresborough (15.484 hab)
- Skipton (14.623 hab)
- Whitby (13.213 hab)
- Richmond (8.413 hab)
- Norton-on-Derwent (7.049 hab)

## Economia
El comtat és benestant i els preus dels habitatges estan per sobre de la mitjana estatal. La xifra d'atur està per sota de la mitjana al Regne Unit i el nombre de peticions d'ajudes econòmiques a l'estat són també més baixes, només un 2,7% de la població fa aquestes peticions.
L'agricultura és un recurs econòmic important i també l'extracció de minerals i la producció d'energia. El comtat és pròsper en indústria d'alta tecnologia i en el sector de serveis, especialment en el del turisme.
La següent taula indica la progressió del producte interior brut al comtat de North Yorkshire desglossat per sectors, amb valors expressats en milions de lliures esterlines. La suma dels valors parcials pot no coincidir amb els valors totals degut als arrodoniments.
| any  | valor afegit brut regional | sector primari | sector secundari | sector terciari |
| ---- | -------------------------- | -------------- | ---------------- | --------------- |
| 1995 | 7.278                      | 478            | 2.181            | 4.618           |
| 2000 | 9.570                      | 354            | 2.549            | 6.667           |
| 2003 | 11.695                     | 390            | 3.025            | 8.281           |